# Flugunfall der Westair Transport 1950
Der Flugunfall der Westair Transport 1950 ereignete sich auf dem Charterflug einer Curtiss C-46F-1-CU N1248N der Westair Transport von San Juan auf Puerto Rico nach Wilmington in North Carolina am 5. Juni 1950. Auf diesem Flug musste die Maschine im Atlantischen Ozean notgewassert werden, nachdem die Triebwerke im Flug ausgefallen waren. Die drei Besatzungsmitglieder sowie 34 Passagiere konnten von der sinkenden Maschine gerettet werden, jedoch ertranken 28 Passagiere.

## Maschine
Das Flugzeug war eine Curtiss C-46F-1-CU, die im Jahr 1945 im Werk von Curtiss-Wright endmontiert und mit der Werknummer 22496 und dem militärischen Luftfahrzeugkennzeichen 44-78673 am 30. Juli 1945 an die United States Army Air Forces (USAAF) ausgeliefert wurde. Am 18. September 1947 wurde die Maschine innerhalb der USAAF umregistriert, im Juli 1948 übernahm sie die Westair Transport und ließ die Maschine mit dem Kennzeichen N1248N wieder zu. Die Maschine war mit Holzbänken anstatt der ursprünglich vorhandenen gepolsterten Sitze ausgestattetes, anstatt eines Frachtabteils gab es Ablagen über den Köpfen der Passagiere. Das zweimotorige Mittelstreckenflugzeug war mit zwei 18-Zylinder-Doppelsternmotoren des Typs Pratt & Whitney R-2800-75 Double Wasp ausgestattet. Bis zum Zeitpunkt des Unfalls hatte die Maschine eine Gesamtbetriebsleistung von 2.890 Betriebsstunden absolviert.

## Insassen
Den Flug hatten 62 Passagiere angetreten, wobei es sich ausnahmslos um männliche puerto-ricanische Arbeitsmigranten handelte, die in die USA einreisen wollten, um dort landwirtschaftliche Hilfsarbeiten auszuführen. Es handelte sich um einen von mehreren Charterflügen, die mit jeweils 62 Passagieren an Bord durchgeführt wurden. Es befand sich eine dreiköpfige Besatzung an Bord. Der 39-jährige Flugkapitän Joseph M. Halsey verfügte über 7.000 Stunden Flugerfahrung, wovon 2.500 Flugstunden auf die Curtiss C-46 entfielen. Der 27-jährige Erste Offizier William Holleran hatte von seinen 2.000 Stunden Flugerfahrung 150 Stunden im Cockpit der Curtiss C-46 abgeleistet. Flugbegleiter war der 21-jährige Héctor Medina.

## Unfallhergang
Die um 258 Pfund (117 kg) über ihr Höchstabfluggewicht beladene Maschine startete um 17:24 Uhr aus San Juan zum Flug nach Wilmington, wo die Maschine um 23:14 Uhr hätte eintreffen sollen. Während des Fluges gegen 21:45 Uhr beobachteten die Piloten auf den Instrumenten, dass die Ölfüllmenge des rechten Triebwerks von 32 auf 20 Gallonen gesunken war. Unmittelbar darauf kam es am linken Triebwerk zu Fehlzündungen und einem Leistungsverlust. Schwarzer Rauch aus dem Triebwerk zog die linke Flugzeugseite lang, in der Flugzeugkabine roch es verbrannt. Die Piloten versuchten diesen Brand durch eine Regulierung der Vergasertemperatur und des Kraftstoffgemisches zu beheben, wobei sich die Maßnahmen als ineffektiv erwiesen. Sie entschlossen sich daraufhin zur Ausweichlandung in Nassau, wo sich der nächstmögliche für eine Notlandung der C-46 geeignete Flughafen befand. Der Betriebszustand des rechten Triebwerks wurde auf 2.400 Umdrehungen pro Minute und einen Ladedruck von 30 justiert. Die Reiseflughöhe von 6.500 Fuß wurde die folgenden fünf Minuten gehalten.
Kurz darauf beobachteten die Piloten, dass die Ölfüllmenge des rechten Triebwerks von 20 auf 15 Gallonen gesunken war, so dass das Triebwerk überhitzte und im Bereich des Zylinderkopfs eine Temperatur von 300 Grad Celsius entwickelt hatte. Aus diesem Grund beschloss der Kapitän die Maschine sinken zu lassen, um vor einem völligen Versagen des schadhaften Triebwerks eine Notwasserung einzuleiten. Es wurde versucht, eine Höhe von 200 Fuß zu halten und abzuwarten, bis Kontrollstellen an Land eine Funkpeilung vornehmen konnten. Dann fiel die Drehzahl des schadhaften Triebwerks von 2.400 auf 2.250 Umdrehungen pro Minute und ließ sich nicht wieder hochregulieren. Indem der rechte Schubhebel zurückgefahren wurde, wurde die Fluggeschwindigkeit auf 100 bis 110 Meilen pro Stunde reduziert. Etwa 20 Minuten nach dem Ausfall des linken Triebwerks wurde die Maschine im Meer notgewassert. Die Landelichter und Auftriebshilfen wurden bei der Notwasserung nicht verwendet. Zu dem Zeitpunkt herrschten klare Wetterverhältnisse, der Wind wehte mit Geschwindigkeiten von 10 Meilen pro Stunde von Südwesten her.
Nachdem die Maschine im Wasser zum Stehen gekommen war, betrat die Besatzung die Kabine und öffnete die Hauptkabinentür und die Notausgänge. Die Notausgänge waren nicht vor der Notwasserung geöffnet worden, wie es die Betriebsbestimmungen des Betreibers vorsahen. Einige Passagiere kletterten auf die Tragflächen, andere sprangen ins Meer. Alle sieben der für je 10 Personen vorgesehenen Rettungsflöße wurden über Bord geworfen. Fünf davon trieben ab, da ihre Halteseile nicht festgehalten wurden. Die verbliebenen zwei wurden aufgepumpt. Den drei Besatzungsmitgliedern sowie 34 der 62 Passagiere gelang es, zu den Rettungsflößen zu schwimmen und an Bord zu gehen. Viele Passagiere waren nach der Notwasserung verletzt, da die in den Ablagen über ihnen verstauten Fracht- und Gepäckstücke auf sie herabgefallen waren. In bestimmten Zeitabständen wurden insgesamt fünf Leuchtsignale abgefeuert, die jedoch nicht gesehen wurden. Die Besatzung einer weiteren C-46 der Fluggesellschaft, die entsandt worden war, um nach der vermissten Maschine zu suchen, meldete um 23:21 Uhr, dass sie ein blinkendes Licht auf dem Wasser gesichtet hatte. Die Position wurde bestimmt und am nächsten Morgen entdeckte eine Maschine der Küstenwache die Überlebenden. Kurz darauf erreichte die USS Saufley, ein Zerstörer der United States Navy, die Position und nahm die in den Rettungsflößen befindlichen Passagiere auf.

## Ursache
Das Civil Aeronautics Board nahm nach dem Unfall die Ermittlungen auf. Als Unfallursache wurde der Ausfall der beiden Triebwerke im Flug festgestellt, der eine Notwasserung erforderlich gemacht hatte. Die Ursache für die Triebwerksausfälle konnte nicht ermittelt werden.